# Newin Chidchob
Newin Chidchob (in thailandese เนวิน ชิดชอบ; Surin, 26 luglio 1949) è un politico e imprenditore thailandese.
Leader di un consistente gruppo di parlamentari della affollata provincia nordorientale di Buriram, ha spesso cambiato partito e sponda politica insieme a questo gruppo, offrendo i propri servizi ed entrando nelle coalizioni di governo guidate dal miglior offerente, diventando noto per la sua capacità di influenzare le nomine alla carica di primo ministro.
Il caso più clamoroso fu quando Newin e la sua cerchia di parlamentari si unirono al neonato partito di opposizione Bhumjaithai durante la grave crisi politica che scosse la Thailandia nel 2008 dopo aver abbandonato il Partito del Potere Popolare che guidava la coalizione di governo. Entrarono nella nuova coalizione guidata dai suoi precedenti nemici del Partito Democratico, che grazie al gruppo di Newin poté governare senza passare per nuove elezioni. Fu un tradimento alle speranze del popolo thailandese innescate dalla prima Costituzione veramente democratica nel Paese che era stata promulgata nel 1997 e abolita con il colpo di Stato del 2006.
Newin lasciò gli incarichi politici ufficiali nel 2012 per dedicarsi maggiormente agli affari e al mondo sportivo, dopo che nel 2009 aveva acquistato il Buriram United Football Club, e fu il principale responsabile per la costruzione del circuito internazionale di Buriram, ma rimase comunque il leader non ufficiale del Partito Bhumjaithai e continuò a essere un persanaggio chiave negli equilibri della politica thailandese.

## Biografia

### Famiglia e studi
Newin nacque in un villaggio della provincia di Surin da una famiglia di etnia khmer/thailandese, e gli fu dato il nome in onore del politico birmano Ne Win, che il padre ammirava. Era figlio di Chai Chidchob, che a sua volta era un imprenditore e divenne un importante politico a livello nazionale. Avrebbero intrapreso la carriera politica anche il fratello Saksayam e, in tempi più recenti, il figlio Chaichanok. La famiglia si trasferì nel 1962 nella vicina provincia di Buriram, dove Newin frequentò le scuole locali prima di andare a studiare in una scuola superiore a Bangkok. Nel 1987 conseguì un bachelor in Agricoltura e Programma di promozione delle cooperative all'Università aperta di Sukhothai Thammathirat e in seguito ottenne una laurea honoris causa in Pubblica amministrazione dalla Pacific Western University delle Hawaii. Dopo il divorzio dalla prima moglie, Newin sposò Karuna Supha – figlia di un ricco imprenditore del Nord – con la quale ebbe 4 figli.

### Carriera politica

#### Inizi e primi problemi con la giustizia
Entrò in politica seguendo le orme del padre, che si era fatto una discreta fama come capo-villaggio e come proprietario di un mulino in pietra ed era stato rieletto in parlamento a ogni elezione dopo il 1969. Nel 1985 Newin entrò nell'amministrazione della provincia di Buriram e tre anni dopo fu eletto per la prima volta in Parlamento nelle liste del Partito Democratico Unito. Assieme al padre guidò un gruppo di giovani parlamentari di Buriram che a ogni elezione decidevano con quale partito candidarsi e che sarebbero diventati politici famosi. Nel marzo 1992 entrò nel Partito Samakkhi Tham, nel settembre dello stesso anno si unì a Nazione Thai, partito che vinse le elezioni del 1995, e divenne vice-ministro delle Finanze nell'esecutivo di Banharn Silpa-archa. Nel 1996 fu coinvolto nello scandalo della Bangkok Bank of Commerce, che prima di fallire aveva finanziato Nazione Thai e i suoi membri, compreso Newin. Quando cadde il governo, nel 1996 Newin e il suo gruppo entrarono nel Partito della Solidarietà; quell'anno entrò in Parlamento anche Karuna, la moglie di Newin, il quale fu vice-ministro dell'Agricoltura nel governo di Chuan Leekpai. Nel 1998 fu condannato a 6 mesi di carcere con l'accusa di aver comprato voti alle elezioni e l'anno successivo fu scagionato nel processo di appello con una decisione non concorde dei giurati.

#### Al servizio dei partiti facenti capo a Thaksin Shinawatra
Nel 2001 Newin e il suo gruppo fecero ritorno a Nazione Thai, il partito entrò nella coalizione di governo guidata dal magnate delle telecomunicazioni Thaksin Shinawatra e Newin fu nominato vice-ministro del Commercio nel marzo 2002, per poi tornare a essere vice-ministro dell'Agricoltura con il rimpasto di governo dell'ottobre successivo. Nel 2004 Newin e il suo gruppo lasciarono Nazione Thai per entrare in Thai Rak Thai, il partito del primo ministro Thaksin. All'interno del partito vi erano diverse correnti e quella di Newin fu chiamata "gruppo di Buriram". Dopo le elezioni del 2005 a Newin fu confermato l'incarico e ad agosto divenne per la prima volta ministro, al dipartimento chiamato "Ufficio del primo ministro". Il governo venne deposto con il colpo di Stato del settembre 2006 e l'anno successivo Thai Rak Thai fu sciolto con una sentenza della Corte costituzionale per aver infranto la legge elettorale alle ultime consultazioni. Oltre alla dissoluzione del partito, i giudici stabilirono che a 118 dei suoi membri – tra cui Newin – fosse vietato di partecipare alla vita politica per i cinque anni successivi. Molti dei deputati rimasti, compresi quelli del gruppo di Newin, confluirono nel Partito del Potere Popolare (PPP), altra formazione facente capo a Thaksin. Nel dicembre 2007 si tennero le consultazioni che videro il successo della coalizione guidata dal PPP. Newin era considerato un personaggio chiave nelle strategie di Thaksin e suo padre fu nominato portavoce del Parlamento.

#### Responsabile della caduta del governo, passaggio all'opposizione e fondazione di Bhumjaithai
Nel dicembre 2008, la Corte costituzionale dispose lo scioglimento del PPP e dei partiti di coalizione Nazione Thai e Partito Democratico Neutrale con l'accusa di brogli elettorali commessi alle consultazioni del 2007. In questo periodo divenne protagonista Newin, che dopo essere stato per 10 anni al servizio di Thaksin in un periodo che aveva visto l'economia thailandese crescere sensibilmente, insieme alla cerchia di deputati a lui associata e fuoriusciti dal Partito Democratico Neutrale abbandonò la politica di Thaksin e fondò il nuovo partito Bhumjaithai, che si unì e rese possibile alla coalizione guidata dai conservatori del Partito Democratico di conseguire la maggioranza in Parlamento e governare senza passare per nuove elezioni. Secondo molti osservatori, il cambio di schieramento di Newin e del suo gruppo fu dovuto alle promesse fattegli dal leader dei democratici Abhisit Vejjajiva e soprattutto dal comandante in capo dell'esercito Anupong Paochinda.
Bandito dalla politica, Newin non poté avere incarichi nel governo di coalizione ma mantenne il controllo del partito. Nell'esecutivo di Abhisit, a Bhumjaithai furono assegnati i ministeri dell'Interno, del Commercio e dei Trasporti. La situazione creatasi scatenò la reazione di chi era rimasto leale a Thaksin, in particolare le camicie rosse del Fronte Unito per la Democrazia contro la Dittatura, che per avere nuove elezioni inscenarono una lunga serie di dimostrazioni culminate nelle sanguinose proteste del 2010 represse con brutalità dai militari, gli scontri si protrassero da marzo a maggio e causarono 90 morti e 2.000 feriti.

#### Abbandono degli incarichi politici restando leader non ufficiale del partito
Le elezioni del 2011 furono dominate dal Partito Pheu Thai di Yingluck Shinawatra, sorella di Thaksin; Bhumjaithai ottenne 34 seggi ed entrò a far parte dell'opposizione. Newin rimase membro attivo del partito fino a quando uscì nel 2012, ma ne rimase la guida non ufficiale anche negli anni successivi e i membri di Bhumjaithai continuarono a chiamarlo “Khru Yai” (gran maestro). Il governo di coalizione di Pheu Thai ebbe fine con il colpo di Stato del 2014 guidato dal comandante in capo dell'esercito Prayut Chan-o-cha, che alla guida di una giunta militare governò il Paese reprimendo le opposizioni fedeli a Thaksin. I militari prepararono la nuova contestata Costituzione e, dopo molti rinvii, si svolsero le altrettanto contestate elezioni del marzo 2019.
Durante la campagna elettorale, Newin fu tra i promotori di una delle principali proposte di Bhumjaithai riguardante la liberalizzazione della marijuana. Il partito ottenne 51 seggi, diventando il quinto dell'arco costituzionale e il secondo nella coalizione di governo che vide la conferma a primo ministro di Prayut Chan-o-cha appoggiato da Palang Pracharath, il nuovo partito egemonizzato dai militari. A membri di Bhumjaithai furono assegnate diverse cariche nell'esecutivo, al suo leader Anutin Charnvirakul fu assegnato il Ministero della Sanità Pubblica e questi poté preparare la legge per la liberalizzazione della marijuana che fu approvata nel giugno 2022 nonostante le feroci critiche dei conservatori, tra i quali molti militari e parlamentari della coalizione governativa.
La nuova legge vide una grande diffusione della marijuana nel Paese e si innescò un grande giro di affari. Ne trassero vantaggio gli agricoltori, che formavano una fetta importante dell'elettorato di BJT, e i commercianti, entrambi ben presto monopolizzati da grandi aziende che iniziarono ad assumere il controllo del mercato. Il Ministero della Sanità Pubblica fu accusato di conflitto d'interesse per aver inaugurato nel 2022 le proprie coltivazioni di marijuana nella zona di Buriram, roccaforte di Bhumjaithai. Il partito rispose alle critiche sostenendo che la legge aveva contribuito a rivitalizzare il turismo e l'agricoltura. La legge fu comunque un veicolo trainante per aumentare la popolarità di Bhumjaithai tra gli elettori e, a tutto l'ottobre 2022, diversi parlamentari furono convinti da Newin a lasciare i loro partiti per confluire in Bhumjaithai. Nel dicembre 2022 altri 34 deputati della coalizione di governo e delle opposizioni diedero le dimissioni alla Camera e uscirono dai loro partiti per unirsi a Bhumjaithai, che alle elezioni del maggio 2023 fu il terzo partito più votato ottenendo 70 seggi.

### Attività nel mondo sportivo

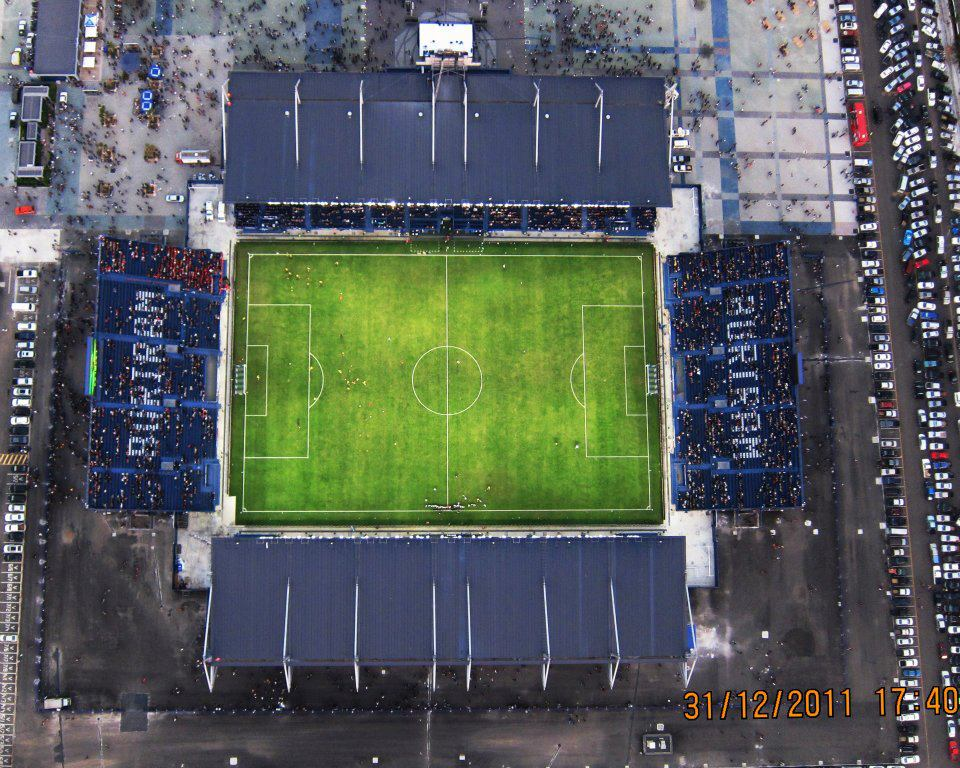
Lo stadio del Buriram nel 2011, anno in cui fu costruito, prima dell'ampliamento del 2013

Nel settembre 2009 acquistò il Buriram United, club calcistico che l'anno precedente sotto il nome PEA Buriram aveva vinto il suo primo titolo nel massimo campionato thailandese. Con i grandi investimenti di Newin, tra cui la costruzione del nuovo stadio-gioiello realizzato prendendo a modello lo Stamford Bridge del Chelsea, negli anni successivi il Buriram conseguì una serie di trionfi senza precedenti nelle maggiori competizioni nazionali. Dopo aver abbandonato gli incarichi politici ufficiali, dal 2012 Newin si dedicò con maggiore impegno ai mondi dello sport e degli affari. I successi del Buriram United, che fecero aumentare ulteriormente la sua popolarità e la sua base elettorale, ebbero un ruolo importante nel far raddoppiare il prodotto interno lordo della provincia di Buriram e nel fare del suo capoluogo una delle 5 città più visitate dai turisti in Thailandia. Tra le altre sue attività che contribuirono a raggiungere questi traguardi vi fu la costruzione del moderno circuito internazionale di Buriram – da lui voluto e finanziato – che avrebbe ospitato le prime corse del Campionato mondiale Superbike e del Motomondiale mai svoltesi in Thailandia. Non fu reso noto da dove fossero arrivati i soldi necessari per tutti questi grandi investimenti.